# SUMMER DAYZ
SUMMER DAYZ（サマーデイズ）は、J-POPグループ・ONE☆DRAFTの1枚目のミニアルバムである。2007年7月4日発売。発売元はソニー・ミュージックアソシエイテッドレコーズ。

## 収録曲
1. SUMMER DAYZ
  - 作詞・作曲：LANCE、RYO
  - 結成した頃にすでにあり、彼らのスタートとなった曲。
2. さいごのたまや
  - 作詞・作曲：LANCE
  - 花火大会で、打ち上がる花火を観て、気持ちも盛り上がるような感情の変化を曲にしたもの。
3. ノッテケ!
  - 作詞：LANCE、RYO／作曲：RYO
  - 「何も考えないで楽しもうよ!」というコンセプトの下に作られた楽曲。
4. 大航海
  - 作詞・作曲：LANCE
  - この曲も「SUMMER DAYZ」と同じくらいの時期にはあった楽曲。「力をあわせて頑張ろう」という曲。
5. 夜浜
  - 作詞：ONE☆DRAFT／作曲：RYO
  - メンバーの近況や、思っていることをそのまま書いた曲。
  - 既出曲の中で唯一ファーストフルアルバム「ONE FOR ALL」に収録されなかった（インスト曲等除く）。

## タイアップ
SUMMER DAYZ
- テレビ東京「JAPAN COUNTDOWN」7月度オープニングテーマ
- 青森朝日放送・福島放送・新潟テレビ21・東京メトロポリタンテレビジョン・テレビ神奈川・静岡放送・北陸朝日放送・広島ホームテレビ・瀬戸内海放送・熊本朝日放送「第89回高校野球地方大会中継」テーマソング

ノッテケ!
- 読売テレビ「BRAVO!」オープニングテーマ

大航海
- J SPORTS「J SPORTS STADIUM 2007」テーマソング